# Degano
Il Degano (Dean in friulano) è un torrente che nasce a quota 1.039 m s.l.m. nelle alpi carniche in comune di Forni Avoltri dalla confluenza del rio Fleons e del rio Bordaglia, sfociando dopo 37 km nel fiume Tagliamento a quota 359 m s.l.m. nei pressi del comune di Villa Santina.

## Caratteristiche
Da esso prende il nome la Val Degano una delle otto valli della regione alpina della Carnia in provincia di Udine, attraversando Forni Avoltri, Rigolato, Comeglians, Ovaro e Villa Santina. Tra i suoi affluenti, da destra: rii Avanza, Avoltruzzo, Acqualena, Cerceberans, Alpo, Gramulins, torrenti Pesarina, Miozza, Chiarzò; da sinistra: rii Fulin, Nevâl, Vaglina, Margò, Navas, Moia. "Degano" è anche un cognome, diffuso specialmente in Friuli.

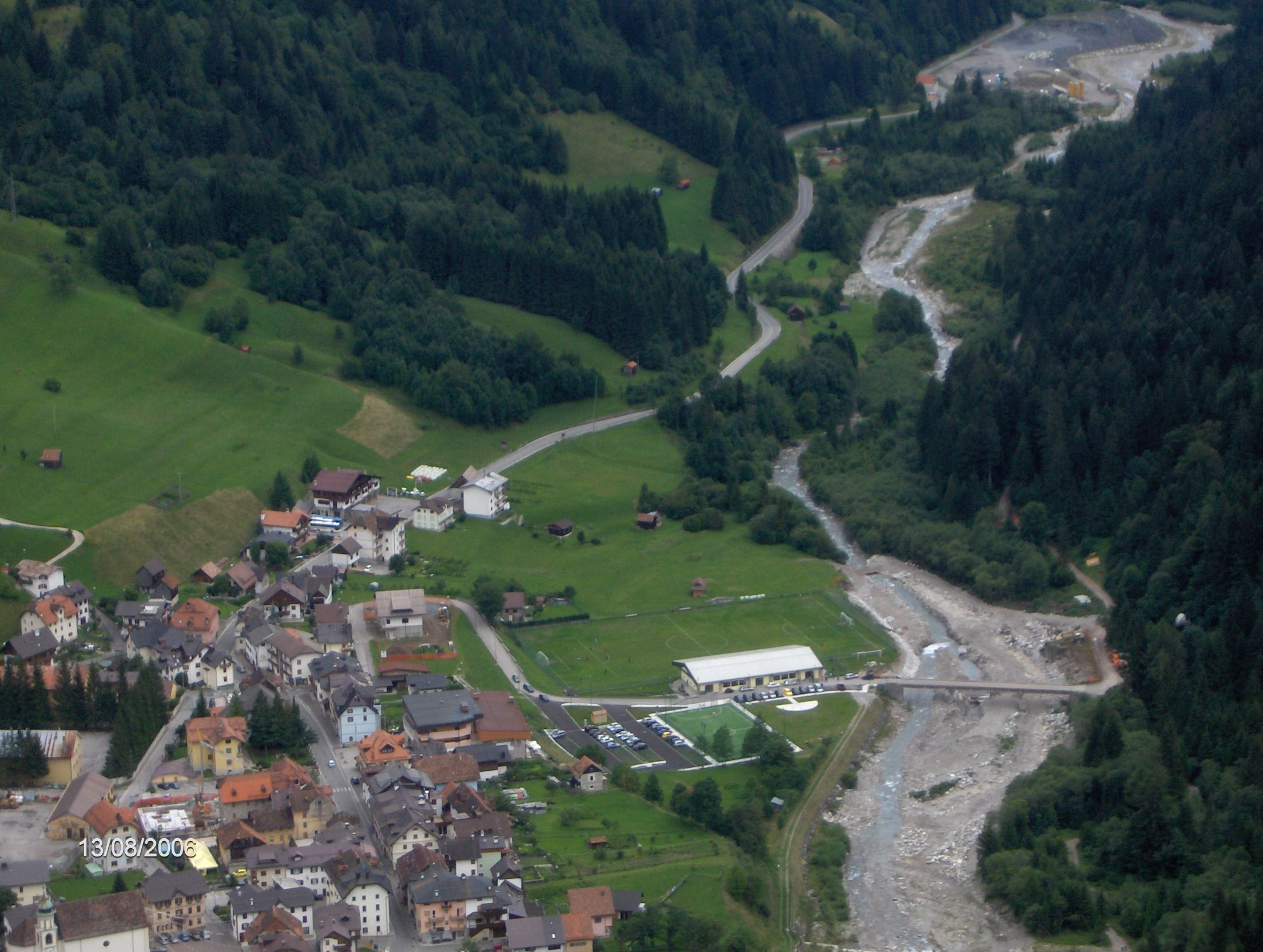
Il torrente Degano a Forni Avoltri
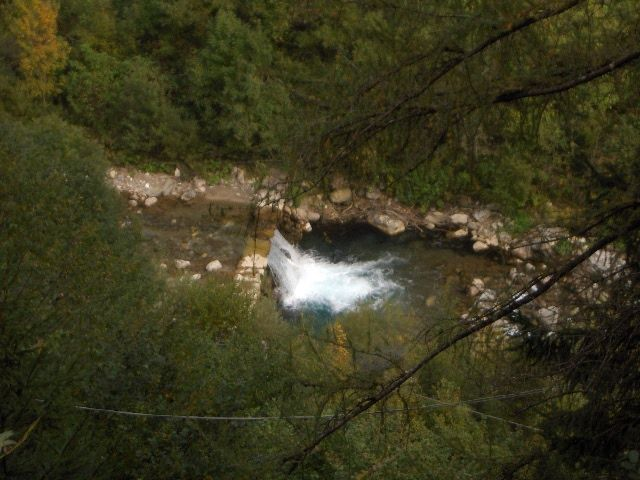
particolare